# Michael-Alexander Beisecker
Michael-Alexander Beisecker (* 30. Dezember 1959 in Darmstadt) ist deutscher Chefredakteur, Sachbuchautor, Fachübersetzer, Organisationsprogrammierer und IT-Berater. Er zählt wie Jörg Schieb zu den Pionieren der deutschen PC-Fachliteratur, kommt jedoch durch seine beruflichen Tätigkeiten als Programmierer und Rechenzentrumsleiter aus der IT-Praxis.
Zunächst sammelte Beisecker Erfahrungen mit Großrechnern, dann mit mittlerer Datentechnik (Unix) und arbeitete mit den ersten Mikrocomputern mit CP/M-Betriebssystem. Privat und beruflich erlebte er die Heimcomputer-Zeit mit und arbeitete ab Dezember 1982 mit dem IBM PC Model 5150. Von da an nutzte er alle nachfolgenden PC-Generationen und Betriebssysteme wie MS-DOS, PC DOS, OS/2 und Windows ab Version 1.0 bis zum heutigen Windows 10.

## Leben und Karriere
Nach dem Abitur 1980 studierte Michael-Alexander Beisecker Naturwissenschaften an der Universität Duisburg und arbeitete als Werksstudent in der EDV- und Organisationsabteilung der Firma Elastoform Polstermöbel an einem Großrechner IBM 4331 und später als studentische Hilfskraft im Fachbereich Aerosolmesstechnik der Universität Duisburg unter Heinz Fißan.
Im Jahr 1984 machte er eine Ausbildung zum Organisationsprogrammierer beim Control-Data-Institut in Dortmund und studierte am Europäischen Institut für Unternehmensführung Betriebswirtschaftslehre. In den Jahren 1985 bis 1987 arbeitete er als Organisationsprogrammierer beim Rechenzentrum für Kirche und Diakonie (RKD) und baute die Abteilung PC-Programmierung auf. Daran anschließend wurde er Leiter der Abteilung EDV und Organisation bei der Firma Helmut Knipping Bauelemente, Hamminkeln, übernahm das Bestellwesen von einer WANG MVP 2200 auf Nixdorf 8870 M75.
In den Jahren 1988 bis 1990 war er Leiter des Fachlektorats sowie später der Produktion der SYBEX-Verlag GmbH und entwickelte die Buchreihen QuickDisk, QuickStart, Das Buch, Referenz-Handbuch, Profibuch sowie die Sammel-Handbücher (Loseblattwerke). Insbesondere die QuickStart-Reihe wurde in Deutschland und auch in Frankreich, den Niederlanden und den USA ein großer Erfolg, da über 60 Titel erschienen und die Gesamtauflage Millionenhöhe erreichte. Allein von „Up & Running with DOS 3.3“, der amerikanischen Ausgabe von „QuickStart DOS 3.3“ verkauften sich innerhalb eines Jahres 180.000 Exemplare.
Von 1990 bis 1995 arbeitete Beisecker als EDV-Unternehmensberater für kleine und mittlere Unternehmen und als Verlagsberater für die eigene, seit 1986 bestehende Firma data-consult. Im Jahr 1984 war er auch Projektleiter für die Firma Translingua und später Geschäftsführer der Firma Translingua Doku in Bonn. Im Jahr 1996 gründete Beisecker die Firma 2media GbR zusammen mit Rudolf Ring, die ein Fax-on-demand-System, eine Mailbox, einen Hotline-Dienst und die Programmierung von Multimedia-CDs und -DVDs betrieb und sich heute mit Online-Marketing über Social Media und Webseiten befasst.

### Tätigkeit als PC-Sicherheitsberater
Beisecker hatte bereits als Programmierer und Berater sehr frühzeitig Computerviren wie den ersten Boot-Viren und Erpresser-Trojanern abzuwehren und zu entfernen, die in den 1980er- und 1990er-Jahren noch per Disketten übertragen wurden und schon damals mit Virus Construction Kits im Baukasten-Prinzip zusammengestellt und variiert wurden. Er warnte vor den Ende der 1990er Jahre massenhaft auftretenden Makroviren wie Melissa und zeigte seinen Beratungskunden und Lesern die Schutzmaßnahmen.
In seiner Zeit als Programmierer und Rechenzentrumsleiter wehrte er Angriffe aus dem Intranet ab und entwickelte sichere Datenübertragungen per Modem zu einer Zeit, als Daten noch überwiegend per Magnetband und Kurier übertragen wurden. Er warnte in seinen Publikationen vor BTX-Hacks und BTX-Betrug. Mit dem Aufkommen des Internets und der Verbreitung des Electronic-Banking kam dann die Berichterstattung und Hilfe bei Online-Banking-Betrug und Phishing hinzu.
Als Experte für Internet- und PC-Sicherheit ist Michael-Alexander Beisecker Chefredakteur von „Ihr PC-Sicherheits-Berater“ und Autor von „Sicher leben in Deutschland“. Er wurde mehrfach von Rundfunksendern und Fernsehsendern interviewt, unter anderem in Sendungen wie dem ZDF heute-journal, bei ZDF heute in Deutschland, ZDF heute, im ZDF-Mittagsmagazin und in WDR aktuell.

### Tätigkeit als Sachbuchautor
Ende der 1980er Jahre begann Beisecker mit dem Schreiben von Sachbüchern und veröffentlichte bis heute über 350 Werke, hauptsächlich zu den Themen Betriebssysteme, Datenbanken, Programmiersprachen und Internet- sowie PC-Sicherheit in Büchern und Zeitschriften. Er schreibt heute überwiegend für Computerwissen, einen Verlag des VNR Verlag für die Deutsche Wirtschaft. Übersetzungen seiner Artikel und Fachbücher sind in mehreren Sprachen erschienen.
Für den Computerwissen Verlag ist Beisecker seit 1992 als Chefredakteur der Ratgeber „Der EDV-Berater“, „Das PC-Anwender-Handbuch“, „Der PC-Pannenhelfer“ (seit 2009) und „Der PC-Sicherheits-Berater“ (seit 2013) tätig. In diesem Verlag hat er auch mehrere Bücher veröffentlicht, von denen das „Lexikon der PC-Fachbegriffe“ seit 2004 in bislang 14 Auflagen erschienen ist.
Von Beisecker sind rund 1.000 Artikel zu PC-, Internet- und Sicherheitsthemen in Loseblattwerken, Zeitschriften und online erschienen. Er veröffentlicht auch auf seiner eigenen Webseite Modellbahntechnik-aktuell zum Thema digitale Modellbahn und hat als Privatpilot Artikel zu Luftsport, Flugsimulation und Flugplanung verfasst, wie etwa den Artikel „DAeC-Flugsicherheitstraining: Wenn einmal die Ruder blockieren“, Aerokurier 8/2003 oder eine Übersicht von Flugplanungsprogrammen bei Experto.de.

### Tätigkeit als Fachübersetzer
In den 1980er- und 1990er-Jahren hat Michael-Alexander Beisecker zahlreiche EDV-Fachbücher übersetzt und war als Fachübersetzer für mehrere Firmen tätig. Er arbeitete an bekannten Programmen wie Borland C++, Lotus 1-2-3, Microsoft Flight Simulator, Microsoft Money und Windows for Workgroups mit. Im Januar 2017 wurde ihm vom BDÜ die silberne Ehrennadel verliehen für seine 25-jährige Zugehörigkeit zum Verband.

## Werke (Auswahl)
- Das PC-Sicherheits-Lexikon. Computerwissen Verlag, 2017, ISBN 978-3-8125-2451-3.
- Das Lexikon der PC-Fachbegriffe. Jetzt mit richtiger Aussprache! 5., überarbeitete Auflage. Computerwissen Verlag, 2016, ISBN 978-3-8125-1813-0 (Vorschau in der Google-Buchsuche).
- Sicher leben in Deutschland. Computerwissen Verlag, 2016–, ISSN 2366-2727
- Ihr PC-Sicherheits-Berater. Computerwissen Verlag, 2013–, ISSN 2196-9299
- Datenkrake Facebook – So schützen Sie Ihre Privatsphäre im Glaspalast. Computerwissen Verlag, 2012, ISBN 978-3-8125-1667-9.
- Ihr PC-Pannenhelfer. Verlag Norman Rentrop, 2009–, ISBN 978-3-8125-0222-1.
- PC-Hardware-Profi. Computerwissen Verlag, 2004, ISBN 3-8125-0400-6.
- Das dBASE IV 2.0 Buch. SYBEX Verlag, 1993, ISBN 3-8155-0078-8.
- DR-DOS 6.0 Grundlagen und Praxis. te-wi Verlag, 1992, ISBN 3-89362-173-3.
- Up & Running with DOS 3.3. SYBEX Verlag, 1990, ISBN 0-89588-750-9.
- Ratgeber DOS. SYBEX Verlag, 1990, ISBN 3-88745-328-X.
- QuickDisk DOS 4.xx. SYBEX Verlag, 1988, ISBN 3-88745-291-7.
- Commodore 128 Arbeiten mit dBASE II. SYBEX Verlag, 1987, ISBN 3-88745-660-2.
- Schneider CPC Arbeiten mit dBASE II. SYBEX Verlag, 1986, ISBN 3-88745-661-0.